# Kpalimé
Kpalimé je čtvrté největší město v Togu. Nachází se 120 km severozápadně od hlavního města Lomé nedaleko ghanské hranice a je správním střediskem prefektury Kloto v regionu Plateaux. Většinu obyvatel tvoří Eweové. Kpalimé bylo založeno v 18. století, za německé nadvlády byla v roce 1907 vybudována železnice do Lomé. Město je sídlem Diecéze Kpalimé a nachází se v něm Katedrála svatého Ducha vysvěcená v roce 1914. Turisté navštěvují Kpalimé díky okolním lesům a vodopádům, pořádají se odsud výpravy na nejvyšší horu Toga Mont Agou. V okolí se pěstuje kakaovník, kávovník a maniok. Město je centrem uměleckých řemesel. Nedaleko se nachází vládní rezidence Château Vial.

## Partnerská města
- Bressuire, Francie
- Maré, Nová Kaledonie